# AKAP5
AKAP5‏ (A-kinase anchoring protein 5) هوَ بروتين يُشَفر بواسطة جين AKAP5 في الإنسان.